# Seznam slovenskih mladinskih literarnih likov
Seznam slovenskih mladinskih literarnih likov.

## A
Ajdi, Ajdovska deklica, Ajdovska deklica iz Crngroba, Alenčica, Anica in Jakob, Avtozaver

## B
Barbara, Bedanec, Belin, Bosopetec, Bratec Kratekčas, Bratovščina Sinjega galeba, Brdavs, Brkonja Čeljustnik, Bruno Rjavček, Bumček, Bunkica, Butalci

## C
Cepecepetavček, Ciciban, Cicido, Cicifuj, Cinca Marinca, Coprnica Zofka, Cvilimož, Cuzelj in Guzelj, Cunjasta dvojčka, Coprnica Hudaura

## Č
Čaroznanke, Čebelica Medka, Čenčač, Čenča Marenča, Čirimurci, Čirimbara,
Čudežno drevo, Čurimuri, Čarovnica Tičnica

## D
Dajnomir, Ded Vseved, Deklica Delfina, Desetnica, Desetnik,  Drejček, Duhec Motimir, Dobromravov, Dobrošin (škrat), Dlanček, Dlančica

## E
Erazemn in potepuh

## F
Fant z rdečo kapico,
Frk

## G
Gal (škrat), Geniji, Glil in Glal, Gospod Hudournik, Gregec Kobilica, GRIVARJEVI OTROCI

## H
Hostnik, Hrčki smrčki, Hribci,

## I
Ivo

## J
Jamski škrat, Jedca Mesca, Jelka, Jezen otrok, Ježek Janček, Jure Kvak Kvak, Juri Muri, Jurij Kozjak

## K
Katrca Škrateljca, Kekec, Klepetosnedke, Kokoška Emilija, Korenčkov Palček, Kosobrin, Kosovirja Glili in Glal, Kralj Matjaž, Kralj Min, Kremplin, Kresnica, Kresnica podnevnica, Krojaček Hlaček, Kuža Luža, Kuža Pazi, Kužmuce, Katalenca iz studenca, Kosovir

## L
Laketbrada, Lakotnik, Lambergar, Lebdivke, Lepa Vida, Levi devžej, Lilameščani, Lisica Zvitorepka, Lučka Regrat, Lučka Svečana, Lukec in njegov škorec,

## M
Maček Muri, Maček Titi, Majhnica, Mahajana,  Mala pošast Mici, Malčkipalčki, Marjetica, Martin Krpan, Maruška Potepuška, Maš, Mavricij, Mavrična ribica, Mba, Medvedki sladkosledki, Mesečinke, Mesečnik Mižavec, Metuljček Cekinček, Mihec Kašopihec, Miklova Zala, Mil1, Miliboža, Minimina, Miš, Miš Mokedaj, Miškolin, Mišmaš, Mižek Figa, Mlada Breda, Modri zajec, Mojca Pokrajculja, Mrmr, Možbeseda, Možiček med dimniki, Muc Mehkošapek, Muca Copatarica, Muca Maca, Mucka Čiribucka, Muhoborci, Modrec Brst, Mrzli veter Ženček, Maček Ferdo

## N
Najdenček, Najdihojca, Najmočnejši fantek na svetu, Nana, mala opica, Naočnik in Očalnik, Nasta, Nebomska deklica, Netopir Kazimir

## O
Oblaček postopaček, Očalnik in Naočnik, Ogenj, O šivilji in škarjicah

## P
Pajacek, Palček Mihec Kašopihec, Pedenj–človek, Pedenjmožic, Pedenjped, Pegam, Pehta, Perkmandeljc, Pestrna, Peter Klepec, Peter Nos, 5ra, Pika, Pika Nogavička, Piki Jakob, Piko Dinozaver, Polž Vladimir, Poredni zajček, Pošast Mici, Proteusko, Potolčeni kramoh, Povodni mož, Prstančica, Ptica zlatoper, Puhek

## R
Ranta, Račka puhačka, Radovedni Taček, Rajska ptica, Razbojnik Cefizelj, Razbojnik Ceferin, Rojenice, Rdeča kapica, Roža mogota, Rožle

## S
Sanjska miška, Sapramška, Saš, Sin jež, Sladkosned, Slonček Jakonček, Slon Velikon, Snežroža, Sojenice, Sonce, Sončica, Sovica Oka, Spanček-pan, Spominčica, Sraka Sofija, Srebrna račka, Stotisočnoga, Strahec, Strahek Jakob Grozni, Strašni lovec Bumbum, Svilenka, starodavni Ank, Storžek

## Š
Ščeper, Škrat Kuzma, Škrat Sanjavec, Škrat Škrip Škrap, Škrat Zguba , Škrateljci, Špelce, Šuško, Sapramiška, Španska princeska, Škrat Škrc-mrc, škrata Šket in Šot, Štramfeljni,

## T
Tacamuca, Tajno društvo PGC, Tatič, Tek (deček), Tepanjci, Teta Magda, Tinkara, Tinko Polovinko, Tramvajčica, Trdoglav, Trdonja, Turjaška Rozamunda, Tri pomaranče

## U
Usodovec,

## V
Velikan Gorjan, Videk, Vila Malina, Vodna vila, Vošibki, Veveriček posebne sorte, Vila Hrušica, Vrtirep, vile pogorkinje

## Z
Zajček dolgoušček, Zajček skakalček, Zajček Zlatko, Zakleti modras, Zarika, Zasanjani deček, Zeleni Jurij, Zlata ptica, Zlata račka, Zlatorog, Zlomek, Zmaj Direndaj, Zmaj Lakotaj, Zmaj močeraj, Zmajček Jami, Zmajček razgrajaček, Zrcalčica, Zvezdica Zaspanka, Zvitorepec, Zvone Makarone, Zzzbudilka

## Ž
Žabec Žan, Žalosten otrok, Žlopi, Žogica Nogica, Žolna Živa, Župan,